# Bathypterois guentheri
Bathypterois guentheri – gatunek ryby z rodziny Ipnopidae. Nazwa gatunkowa honoruje Albrechta Karla Ludwiga Gotthilfa Günthera (1830–1914), niemiecko-brytyjskiego ichtiologa.
Ryby tego gatunku osiągają 26 cm standardowej długości. Głowa ryby jest granatowoczarna, reszta ciała biaława z dwoma ciemnymi paskami. Występuje na głębokościach 800–1500 m. Spotykana w zachodniej części Pacyfiku, od wybrzeży wschodniej Afryki (22°–33°S) po północno-wschodnią część Oceanu Indyjskiego i południowe wybrzeża Japonii.